# AD Vasco da Gama

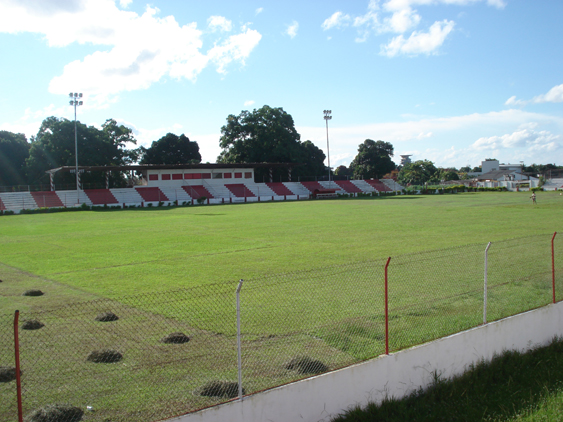
José de Melo - stadionul echipei

Associação Desportiva Vasco da Gama este un club de fotbal din Rio Branco, Acre, Brazilia. 

## Palmares
- Campeonato Acriano (3): 1965, 1999, 2001.